# Trailer Park Sex
Eve of Alana es una banda argentino-alemana de Djent y  Metal Alternativo proveniente de St. Pauli, Hamburgo, Alemania. Desde mediados de 2009 hasta mediados de 2017 la banda trabajó bajo el pseudónimo Trailer Park Sex, hasta entonces una banda de post-hardcore y Groove metal.

## Historia
Eve of Alana fue fundada en 2009 por el dúo conformado entre Lea Swetlana y Juan Gracia. En marzo de 2010 TPS grabó su primer Ep 'Now Or Fucking Never' sin más músicos que la ya mencionada dupla. Este disco fue grabado en Daily Hero Studios Berlin por Marc Wüstenhagen y masterizado en Timetools Hannover por Alex Kloos. Los temas "Got No Candy" y "Fucking Nazis In A Beautiful Budapest" fueron elegidos como cortes de difusión y obtuvieron su videoclip correspondiente. La crítica y la audiencia han recibido esa primera entrega con los brazos abiertos en Europa y en América. El extenso "Now Or Fucking Never Tour" ha visto a la banda visitando Polonia, Bélgica, Holanda y Alemania.
Dos años después de "Now Or Fucking Never" la banda ha difundido su primer LP titulado "Struggle". Este disco cuenta con la colaboración del entonces nuevo bajista Roman Karius y con el mismo ingeniero de sonido Marc Wüstenhagen en su para entonces ya en su propio estudio "MawRECORDINGS", quien nuevamente ha mezclado la obra. La masterización estuvo a cargo de Alex Kloos. Las canciones "Requiem For The Bloodless", "We've Got Business" y "Ain't No Life" fueron elegidas como simples y han obtenido un videoclip cada una. 'Struggle' ha recibido buenas críticas así como el interés del público a nivel casi global. La publicación fue seguida por el "Strugglin' The Americas Tour 2013" que ha tenido al grupo recorriendo países sudamericanos así como también los Estados Unidos de América y Canadá. Por supuesto la banda ha presentado ese disco en su Alemania natal y países limítrofes con bandas como Sodom, Andralls (Brasil) y Deadlock (Alemania). También en ese año la banda alcanzó las semifinales de la Wacken Battle.
En enero de 2014 la banda publicó "Transatlantic", un Ep en colaboración con los experimentados uruguayos de RADICAL. Según la banda, los temas aportados por la banda nacieron con motivo de la celebración (interina) por el excarcelamiento de Randy Blythe vocalista de Lamb of God en Checoslovaquia. Esta vez Marc Wüstenhagen, (como la banda lo llama) el quinto TPS/EoA, no sólo ha mezclado y masterizado el EP sino que también ha formado parte de las grabaciones de guitarra y bajo. Poco tiempo luego de esa grabación Hendrik Smith abandonó el grupo.
En enero de 2015 la banda editó su último disco bajo el nombre "Trailer Park Sex", el cual ya dejaba ver un cambio pronunciado en dirección al Djent (presentando guitarras de ocho cuerdas) y al Metal Alternativo (con total ausencia de canto gutural). Las composiciones 'Run to Hide' y 'Stumbling Through Air' fueron las elegidas como cortes de difusión y fueron junto a 'American Nightmare' (editado exclusivamente en el compilado "Brutal Vision Vol. 3") las tres composiciones acompañadas de un videoclip.
En ese mismo año la banda participó el la décima edición del prestigioso festival de metal progresivo Euroblast Festival en Colonia Alemania. Entre otros, compartieron esa edición del Festival escenario con referentes del género como Monuments, Animals as Leaders y Tesseract. También se generaron cambios en las filas del grupo; Kain Nod se unió a la banda ocupándose del bajo y el hasta entonces bajista Roman Karius pasó a la guitarra, por último la guitarrista australiana Emily Casey dejó el grupo.
En 2016 la banda participó del Festival Metaltown en Gotemburgo Suecia, ocasión en la cual han compartido el escenario con los veteranos suecos de At the Gates y Katatonia, así como también con otra importante banda alemana de metal: Heaven Shall Burn. A continuación de este festival la banda efectuó una gira por Polonia culminando en el Materia Fest Festival, donde compartieron el escenario con los holandeses de Textures, los anfitriones polacos de Materia y Totem, así como los checos de Modern Day Babylon. En la segunda mitad de ese año la banda participó en el festival With Full Force (uno de los festivales de metal más grandes de Alemania) con pares como Five Finger Death Punch, Slayer y Amon Amarth. Terminando el año saliendo de Gira con la banda inglesa Hacktivist en su 'Out of The Box Tour' y con la banda ucraniana Jinjer en su 'King of Everything Tour'.
En 2017 la banda se desligó del guitarrista Roman Karius y Juan Gracia asumió las responsabilidades de las guitarras en directo. En septiembre de 2017 el grupo adoptó su nombre actual Eve of Alana y sus siglas EoA. A continuación la banda difundió su nuevo álbum 'Inviolable Distance' y encaró la gira 'Spanish Supernova Tour' por España.

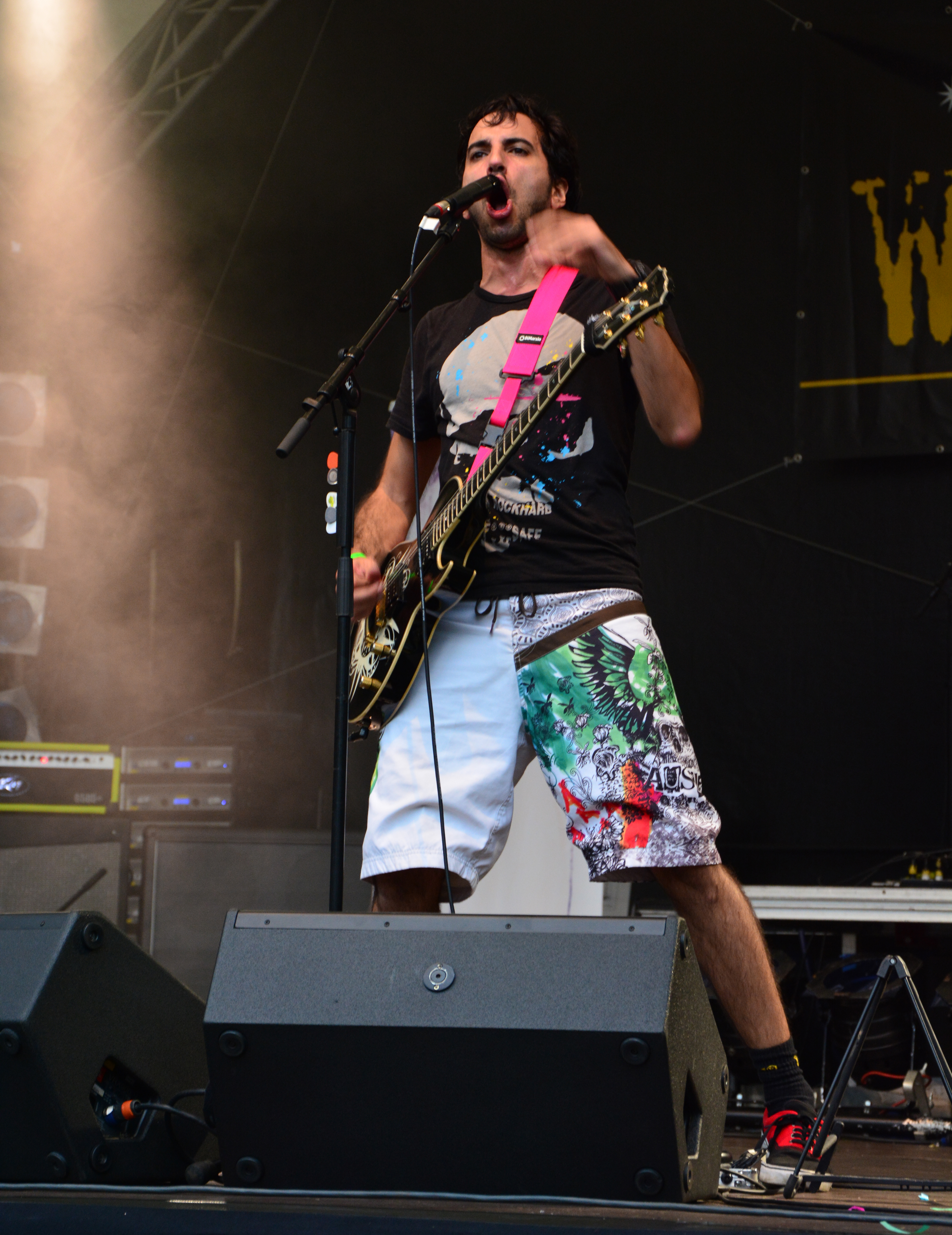
Juan Gracia
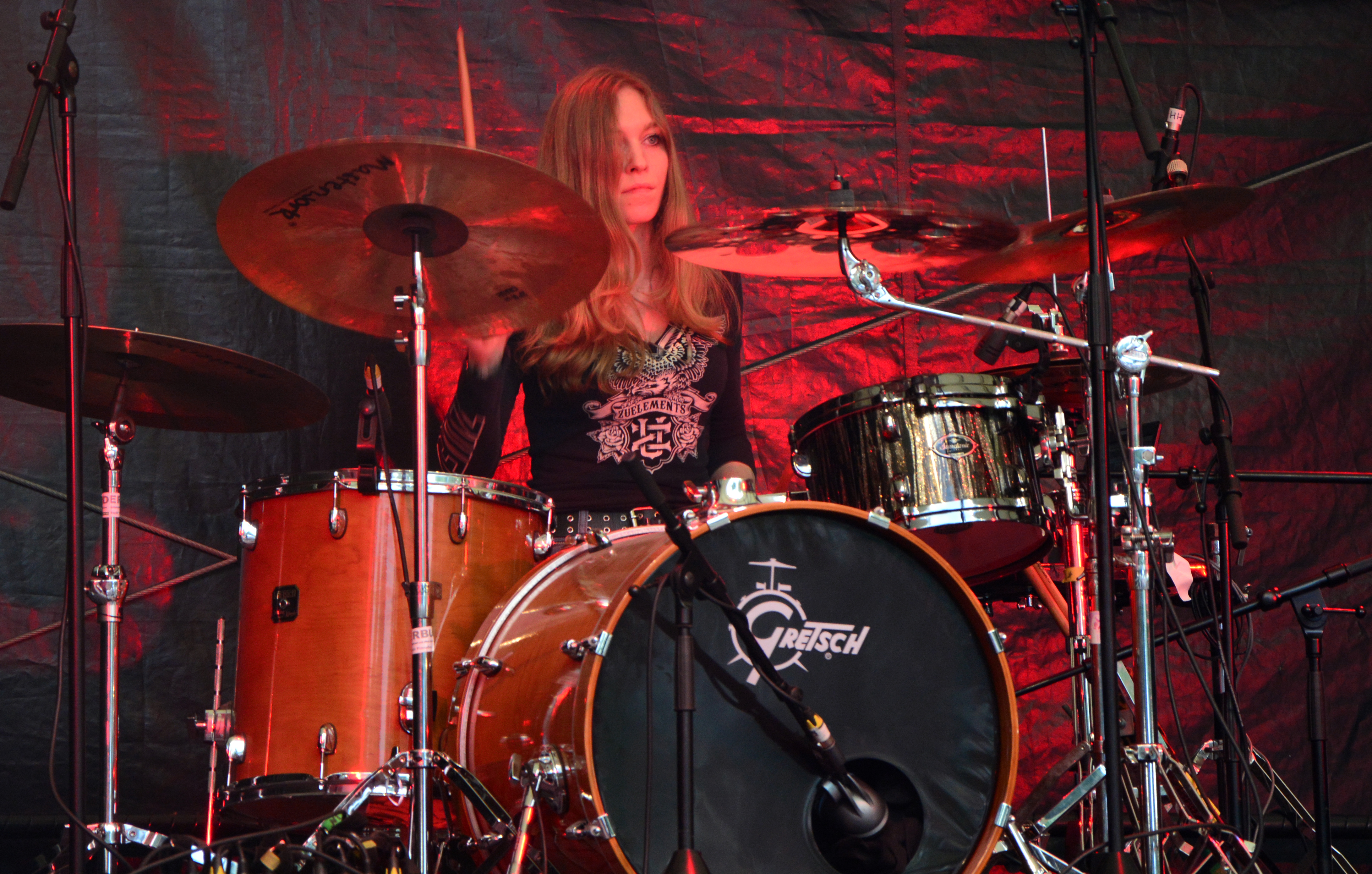
Lea Swetlana
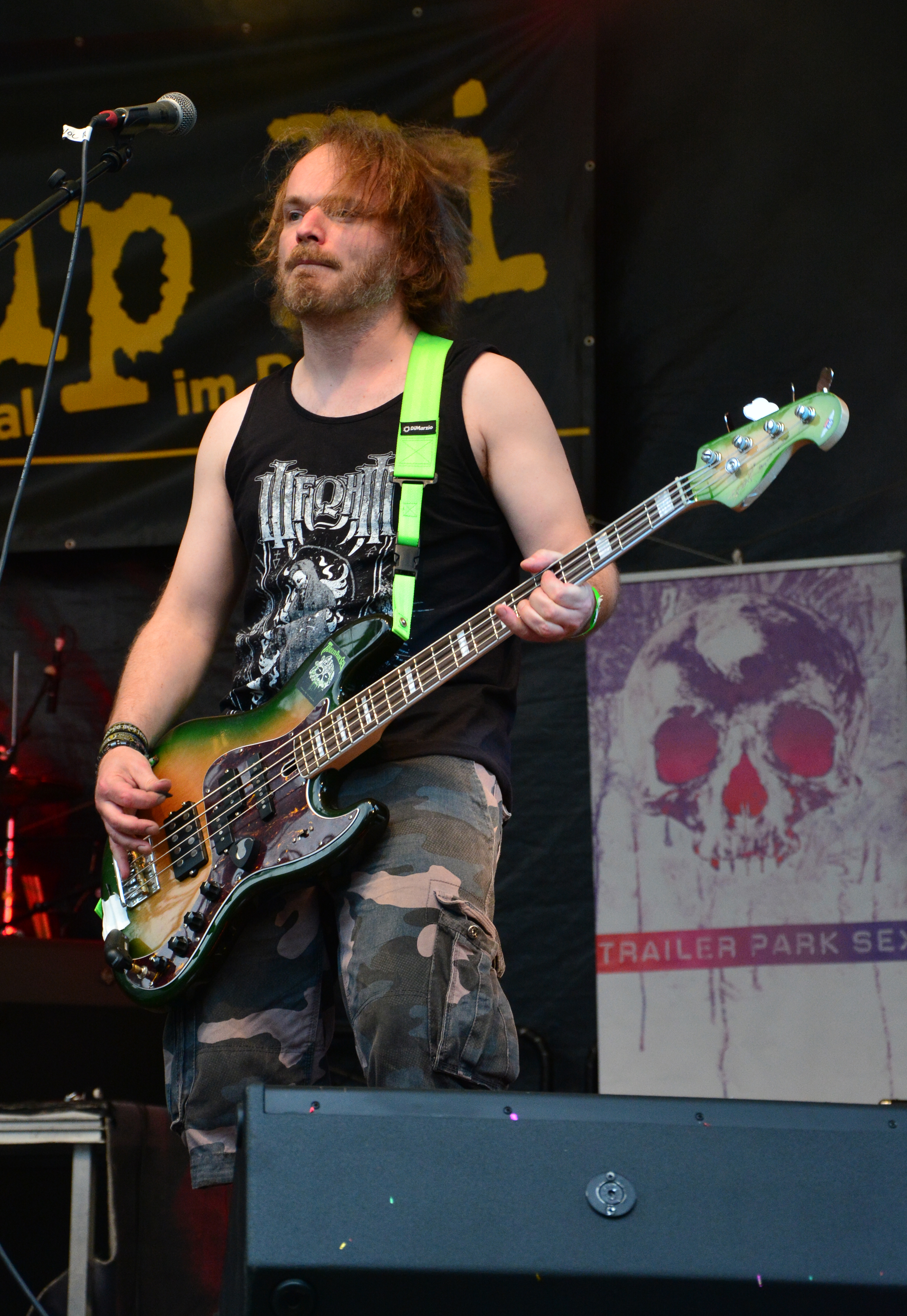
Roman Karius

## Estilo Musical
La música de Eve of Alana está dotada de influencias muy diferentes. En un principio se veían influenciados por el mathcore, metalcore y el jazz (ejemplos recurrentes: The Dillinger Escape Plan y War From A Harlots Mouth) con el tiempo se han movido hacia el groove metal, el Djent y el Alternative Metal (a tono de Periphery, Incubus (banda), Deftones). A lo largo de su carrera la banda también ha mantenido cierto tinte de Rock alternativo/ Grunge que claramente hace referencia a bandas como Alice In Chains, Faith No More y Stone Temple Pilots.
La banda lo expresa en su sitio de Facebook de la siguiente manera:
We are not affiliated to any Kind of trendy shit,
we don´t Play a specific genre of Music and we are not trying to be cool for you.
On the other Hand we stand against racism, fascism and 100% for animal rights and equality.[…]
"No formamos parte de ninguna de vuestras mierdas de moda".
"No tocamos ningún tipo de música específico y no estamos intentando ser molones para ti.".
"Lo que si hacemos es ser antirracistas y antifascistas y apoyamos plenamente los derechos del animal (liberación animal).

La banda hace muy a menudo referencias a ciertos malestares sociopolíticos en sus canciones y entrevistas, con cierto foco en la igualdad social, el fascismo, sexismo y por su puesto la liberación animal.

## Discografía
Como TPS:
- 2010: Now or Fucking Never EP
- 2013: Struggle LP
- 2014: Transatlantic EP
- 2015: from Below EP

Como Eve of Alana:
- 2017:  Inviolable Distance LP

## Videografía
Como TPS:
- 2011: Got No Candy
- 2012: Budapest
- 2013: Requiem For The Bloodless
- 2013: We've Got Business
- 2013: Ain't No Life
- 2015: Run To Hide
- 2015: American Nightmare
- 2016: Stumbling Through Air

## Compilados y otros
- 2010: Schizophrenia, Listen Up, Kids Volume 7, Compilado (Midsummer Records)[45]
- 2011: Got No candy, Listen Up, Kids Volume 8, Compilado (Midsummer Records)[46]
- 2011: edición especial de Now Or Fucking Never, para el Fanzine Ox[47]
- 2012: Got No Candy, Audiosurf Compilado de la feria de la industria Musical en Francfurt (Musikmesse) 2012[48]
- 2014: Fucking Nazis In A Beautiful Budapest, Compilado: Lampedusa Soli Sampler de "Förderverein Karawane e.V.".[49]
- 2015: They Live, para: Brutal Vision Vol. 2 (Deafground Records - Nuvinci Records)
- 2017: American Nightmare, para: Brutal Vision Vol. 3 (Noizgate Records - Nuvinci Records)

## Sitios Web
- Home Page  (enlace roto disponible en Internet Archive; véase el historial, la primera versión y la última).
- YouTube Channel
- Facebook